# Velika Krka
Velika Krka (madžarsko Kerka, nekoč Kerkás, prekmursko Kerka ali Velka Kerka) je potok v severovzhodni Sloveniji in na sosednjem Madžarskem, levi pritok Ledave. Izvira v gričevnatem svetu v vasi Čepinci tik ob slovensko–madžarski meji, teče proti jugovzhodu do Šalovcev in nato po široki dolini proti vzhodu. Pod Hodošem/Hodos vstopi na madžarsko ozemlje in teče v loku po široki mokrotni dolini proti jugu mimo naselij Csesztreg, Lenti, Lovászi in Tornyiszentmiklós do madžarsko–slovenske meje na skrajnem vzhodnem koncu Slovenije, kjer se izliva v Ledavo, ta pa malo naprej v Muro.
Na slovenskem ozemlju so večji desni pritoki Adrijanski potok, Peskovski potok in Krplivniški potok, z leve strani pa Markovski potok, Budinski potok in Dolenski potok. V madžarskem delu toka se vanjo z desne strani stekajo Mala Krka, Csesztregi Kerka, Falu-patak, Lenti-patak in Bagonica, z leve strani pa Cupi-patak, Cserta in Tormaföldei-patak.
V zgornjem toku je to majhen vodotok, ki ima v sušnem obdobju malo vode, ob močnejših nalivih pa hitro naraste in poplavlja po široki poplavni ravnici, ki je precej mokrotna, vendar so naselja odmaknjena na rob doline in izven dosega poplav. Največji pretoki na vodomerni postaji Hodoš so bili izmerjeni 20.2.1987 (29,6 m3/s), 5.11.1998 (25,6 m3/s) in 5.8.1987 (23,9 m3/s).
Med Šalovci in državno mejo teče potok večinoma po umetni strugi, nekdanji mokrotni travniki pa so spremenjeni v njivske površine, v ostalih delih je struga v bolj ali manj naravnem stanju, gosto obraščena z obrežnim grmičjem in drevjem ter pomemben habitat za vodne in obvodne živali, mdr. za vidro (Lutra lutra). Senčni tolmuni so bivališča ukrajinskega potočnega piškurja (Eudontomyzon mariae), pezdirke (Rhodeus amarus) in navadne nežice (Cobitis elongatoides). Celoten tok po slovenskem ozemlju je v krajinskem parku Goričko in hkrati v območju Natura 2000 (Goričko).
Tudi na madžarskem ozemlju je Krka v precejšnji meri umetno regulirana, široko in nekoč mokrotno dolinsko dno pa v nekaterih delih osušeno in preurejeno v njive. Kljub temu so se zlasti ob spodnjem toku ohranili obsežni mokrotni travniki in nižinski poplavni gozdovi, ki so ob spodnjem toku zavarovani kot naravni park Kerka (Kerka-mente Natúrpark) in vključeni v območje Natura 2000.
Kljub majhnim količinam vode je bila Velika Krka nekoč pomembna za pogon manjših kmečkih mlinov; nekateri so stali ob strugi potoka, do drugih so bile speljane krajše mlinščice. Med večjimi je bil Solarjev mlin pri Šalovcih ob nekdanji strugi potoka, od katerega je še ohranjena stavba iz začetka 19. st.